# Hitzone 17
TMF Hitzone 17 is een verzamelalbum. Het album, onderdeel van de serie Hitzone, werd op 23 november 2001 uitgegeven door de Nederlandse muziekzender TMF. TMF Hitzone 17 piekte op de eerste plaats van de Verzamelalbum Top 30 en stond vier weken lang op deze plek. In totaal stond het elf weken in deze hitlijst. Als Nederlandstalige bonustrack was Oma's aan de top van K3 toegevoegd. Het album heeft in Nederland de platina status.

## Nummers
| Nr. | Titel                         | Uitvoerend artiest         | Duur |
| --- | ----------------------------- | -------------------------- | ---- |
| 1.  | Can't Get You Out of My Head  | Kylie Minogue              | 3:51 |
| 2.  | Fallin'                       | Alicia Keys                | 3:30 |
| 3.  | Family Affair                 | Mary J. Blige              | 4:01 |
| 4.  | Because I Got High            | Afroman                    | 3:18 |
| 5.  | Dreams                        | Jody Bernal                | 3:20 |
| 6.  | Something                     | Lasgo                      | 3:40 |
| 7.  | What Would You Do?            | City High                  | 2:55 |
| 8.  | Put It on Me                  | Ja Rule ft. Lil' Mo & Vita | 4:07 |
| 9.  | Crying at the Discoteque      | Alcazar                    | 3:50 |
| 10. | Children                      | Twarres                    | 3:41 |
| 11. | No Perfect World              | K-otic                     | 3:12 |
| 12. | Sunshine                      | Dance Nation               | 3:34 |
| 13. | Suburban Train                | DJ Tiësto                  | 3:24 |
| 14. | Infected                      | Barthezz                   | 3:33 |
| 15. | Yo quiero bailar              | Georgina                   | 3:38 |
| 16. | Forgiven                      | Sylver                     | 3:22 |
| 17. | Rapture                       | IIO                        | 4:00 |
| 18. | Batter Up                     | Nelly & St. Luncatics      | 4:12 |
| 19. | Oma's aan de top (bonustrack) | K3                         | 3:22 |

- MusicBrainz release group: ac1293c1-9faf-3579-98b7-f5f4c0fde5dd